# Список глав Индии
Список глав Индии включает лиц, являвшихся главой государства Индия после обретения ею независимости в 1947 году, включая правившего монарха и представлявших его генерал-губернаторов, а также избранных президентов после провозглашения в 1950 году республики.
Президент Индии, или Раштрапати (хинди राष्ट्रपति, владыка царства) — глава государства и Верховный главнокомандующий индийскими вооружёнными силами. По конституции президент обладает значительной властью, но на практике, за рядом исключений, большинство властных полномочий осуществляется правительством Индии во главе с премьер-министром. Президент, по большей части, выполняет представительские функции, лишь формально утверждая постановления правительства. В ряде случаев он вправе распустить законодательные собрания штатов. Кандидаты на пост должны соответствовать квалификационным требованиям, установленным для избрания в нижнюю палату федерального парламента (Лок сабха). Президент избирается коллегией выборщиков, состоящей из членов обеих палат парламента (Лок сабха и Раджья сабха), а также членов Видхан сабхи — нижних палат законодательных органов штатов и территорий (либо их однопалатных парламентов). Президент Индии не может представлять какую-либо политическую партию и обязан до вступления на пост прекратить своё членство в любой партии.
Применённая в первых столбцах таблиц нумерация является условной. Также условным является использование в первых столбцах цветовой заливки, служащей для упрощения восприятия принадлежности лиц к различным политическим силам без необходимости обращения к столбцу, отражающему партийную принадлежность. Наряду с партийной принадлежностью (для президентов с 1952 года — принадлежностью до приостановления членства), в столбце «Партия» также отражён независимый (беспартийный) статус персоналий. В столбце «Выборы» отражены состоявшиеся выборные процедуры либо иные основания получения главой государства полномочий. Имена персон в списке последовательно приведены на языках согласно их национальному происхождению, являющихся в стране государственными.

## Индийский Союз (1947—1950)
15 августа 1947 года провинции Британской Индии, населённые преимущественно индусами, и туземные княжества были провозглашены доминионом Индия (англ. Dominion of India).
Правящим монархом нового государства стал Георг VI, которого представляли назначаемые им генерал-губернаторы Индии (хинди भारत के गवर्नर-जनरल, англ. Governor-General of India), осуществлявшие большую часть полномочий монарха, служа его воле. Назначение генерал-губернатора происходило по рекомендации кабинета министров Индии без участия британского правительства. Правовое положение монарха и генерал-губернатора было определено нормами, включёнными в Приказ (Временную конституцию) об Индии, который был основан на Законе об управлении Индией 1935 года.
С принятием Учредительным собранием 26 ноября 1949 года Конституции Индии и её вступлением в силу 26 января 1950 года доминион был преобразован в Республику Индия.
| Портрет      | Имя (годы жизни)                                                                                                 | Правление       | Правление | Династия                        | Наименование титула | Пр.         |
| Портрет      | Имя (годы жизни)                                                                                                 | Начало          | Окончание | Династия                        | Наименование титула | Пр.         |
| ------------ | --- | --------------- | --- | ------------------------------- | --- | ----------- |
|              | Георг VI (1895—1952) англ. George VI (урожд. Альберт Фредерик Артур Джордж англ. Albert Frederick Arthur George) | 15 августа 1947 | 22 июня 1948 | Виндзоры англ. House of Windsor | Милостью Божьей, Великобритании, Ирландии и Британских доминионов за морями король, защитник веры, император Индии англ. By the Grace of God of Great Britain, Ireland and the British Dominions beyond the Seas King, Defender of the Faith, Emperor of India | [ 8 ] [ 9 ] |
| 22 июня 1948 | Георг VI (1895—1952) англ. George VI (урожд. Альберт Фредерик Артур Джордж англ. Albert Frederick Arthur George) | 26 января 1950  | Милостью Божьей, Великобритании, Ирландии и Британских доминионов за морями король, защитник веры англ. By the Grace of God of Great Britain, Ireland and the British Dominions beyond the Seas King, Defender of the Faith | Виндзоры англ. House of Windsor | | [ 8 ] [ 9 ] |

### Список генерал-губернаторов Индии
|        | Портрет | Имя (годы жизни) | Полномочия      | Полномочия     | Наименование должности                                                          | Пр.           |
| Начало | Портрет | Имя (годы жизни) | Окончание       |                | Наименование должности                                                          | Пр.           |
| ------ | ------- | --- | --------------- | -------------- | ------------------------------------------------------------------------------- | ------------- |
| 1      |         | Луис Франсис Альберт Виктор Николас Маунтбеттен (1900—1979) англ. Louis Francis Albert Victor Nicholas George Mountbatten | 15 августа 1947 | 21 июня 1948   | Генерал-губернатор Индии хинди भारत के गवर्नर-जनरल англ. Governor-General of India | [ 10 ] [ 11 ] |
| 2      |         | Чакраварти Раджагопалачария (1878—1972) хинди चक्रवर्ती राजगोपालाचारी англ. Chakravarti Rajagopalachari                            | 21 июня 1948    | 25 января 1950 | Генерал-губернатор Индии хинди भारत के गवर्नर-जनरल англ. Governor-General of India | [ 12 ] [ 13 ] |

## Республика Индия (с 1950)
С принятием Учредительным собранием 26 ноября 1949 года Конституции Индии и её вступлением в силу 26 января 1950 года доминион был преобразован в Республику Индия (хинди भारत गणराज्य, англ. Republic of India).
|          | Портрет                                                    | Имя (годы жизни) | Полномочия      | Полномочия                                  | Партия                                      | Выборы      | Вице-президент                                           | Пр.                         |
| Начало   | Портрет                                                    | Имя (годы жизни) | Окончание       |                                             | Партия                                      | Выборы      | Вице-президент                                           | Пр.                         |
| -------- | ---------------------------------------------------------- | --- | --------------- | ------------------------------------------- | ------------------------------------------- | ----------- | -------------------------------------------------------- | --------------------------- |
| и. о.    |                                                            | Раджендра Прасад (1884—1963) хинди राजेन्द्र प्रसाद                                                                                       | 26 января 1950  | 13 мая 1952                                 | Индийский национальный конгресс             | [ комм. 2 ] | Сарвепалли Радхакришнан 13 мая 1952 — 12 мая 1962        | [ 14 ] [ 15 ] [ 16 ] [ 17 ] |
| 1 (I—II) | 13 мая 1952                                                | Раджендра Прасад (1884—1963) хинди राजेन्द्र प्रसाद                                                                                       | 13 мая 1957     | вышел из Индийского национального конгресса | 1952                                        |             | Сарвепалли Радхакришнан 13 мая 1952 — 12 мая 1962        | [ 14 ] [ 15 ] [ 16 ] [ 17 ] |
| 1 (I—II) | 13 мая 1957                                                | Раджендра Прасад (1884—1963) хинди राजेन्द्र प्रसाद                                                                                       | 13 мая 1962     | вышел из Индийского национального конгресса | 1957                                        |             | Сарвепалли Радхакришнан 13 мая 1952 — 12 мая 1962        | [ 14 ] [ 15 ] [ 16 ] [ 17 ] |
| 2        |                                                            | Сарвепалли Радхакришнан (1888—1975) хинди सर्वपल्ली राधाकृष्णन                                                                             | 13 мая 1962     | 13 мая 1967                                 | независимый                                 | 1962        | Закир Хусейн 13 мая 1962 — 12 мая 1967                   | [ 18 ] [ 19 ] [ 20 ] [ 21 ] |
| 3        |                                                            | Закир Хусейн (1897—1969) урду ذاکِر حسین‎                                                                                             | 13 мая 1967     | 3 мая 1969                                  | независимый                                 | 1967        | Варахагири Венката Гири 13 мая 1967 — 3 мая 1969         | [ 22 ] [ 23 ] [ 24 ] [ 25 ] |
| и. о.    |                                                            | Варахагири Венката Гири (1894—1980) телугу వరాహగిరి వేంకట గిరి                                                                             | 3 мая 1969      | 20 июля 1969                                | Индийский национальный конгресс             | [ комм. 6 ] | вакантно                                                 | [ 26 ] [ 27 ] [ 28 ] [ 29 ] |
| и. о.    |                                                            | Мухаммад Хидаятулла (1905—1992) урду محمّد هدایة اللہ‎                                                                                | 20 июля 1969    | 24 августа 1969                             | независимый                                 | [ комм. 7 ] | вакантно                                                 | [ 30 ] [ 31 ] [ 32 ] [ 33 ] |
| 4        |                                                            | Варахагири Венката Гири (1894—1980) телугу వరాహగిరి వేంకట గిరి                                                                             | 24 августа 1969 | 24 августа 1974                             | вышел из Индийского национального конгресса | 1969        | Гопал Сваруп Патхак 31 августа 1969 — 30 августа 1974    | [ 26 ] [ 28 ] [ 27 ] [ 29 ] |
| 5        |                                                            | Фахруддин Али Ахмед (1905—1977) ассам. ফখৰুদ্দিন আলি আহমেদ                                                                               | 24 августа 1974 | 11 февраля 1977                             | вышел из Индийского национального конгресса | 1974        | Басаппа Данаппа Джатти 31 августа 1974 — 30 августа 1979 | [ 34 ] [ 35 ] [ 36 ] [ 37 ] |
| и. о.    |                                                            | Басаппа Данаппа Джатти (1912—2002) хинди बसप्पा दनाप्पा जत्ती                                                                              | 11 февраля 1977 | 25 июля 1977                                | Индийский национальный конгресс             | [ комм. 8 ] | Басаппа Данаппа Джатти 31 августа 1974 — 30 августа 1979 | [ 38 ] [ 39 ] [ 40 ] [ 41 ] |
| 6        |                                                            | Нилам Санджива Редди (1913—1996) хинди नीलम संजीव रेड्डी                                                                                  | 25 июля 1977    | 25 июля 1982                                | вышел из Джаната парти                      | 1977        | Басаппа Данаппа Джатти 31 августа 1974 — 30 августа 1979 | [ 42 ] [ 43 ] [ 44 ] [ 45 ] |
| 6        | Мухаммад Хидаятулла 31 августа 1979 — 30 августа 1984      | Нилам Санджива Редди (1913—1996) хинди नीलम संजीव रेड्डी                                                                                  | 25 июля 1977    | 25 июля 1982                                | вышел из Джаната парти                      | 1977        |                                                          | [ 42 ] [ 43 ] [ 44 ] [ 45 ] |
| 7        |                                                            | гиани Заил Сингх (1916—1994) в.-пандж. ਜ਼ੈਲ ਸਿੰਘ урожд. Джарнаил Сингх в.-пандж. ਜਰਨੈਲ ਸਿੰਘ                                                | 25 июля 1982    | 25 июля 1987                                | вышел из Индийского национального конгресса | 1982        | [ 46 ] [ 47 ] [ 48 ] [ 49 ]                              |                             |
| 7        | Рамасвами Венкатараман 31 августа 1984 — 24 июля 1987      | гиани Заил Сингх (1916—1994) в.-пандж. ਜ਼ੈਲ ਸਿੰਘ урожд. Джарнаил Сингх в.-пандж. ਜਰਨੈਲ ਸਿੰਘ                                                | 25 июля 1982    | 25 июля 1987                                | вышел из Индийского национального конгресса | 1982        | [ 46 ] [ 47 ] [ 48 ] [ 49 ]                              |                             |
| 8        |                                                            | Рамасвами Венкатараман (1910—2009) там. ராமசுவாமி வெங்கட்ராமன்                                                                               | 25 июля 1987    | 25 июля 1992                                | вышел из Индийского национального конгресса | 1987        | Шанкар Даял Шарма 3 сентября 1987 — 24 июля 1992         | [ 50 ] [ 51 ] [ 52 ] [ 53 ] |
| 9        |                                                            | Шанкар Даял Шарма (1918—1999) хинди शंकर दयाल शर्मा                                                                                     | 25 июля 1992    | 25 июля 1997                                | вышел из Индийского национального конгресса | 1992        | Кочерил Раман Нараянан 21 августа 1992 — 24 июля 1997    | [ 54 ] [ 55 ] [ 56 ] [ 57 ] |
| 10       |                                                            | Кочерил Раман Нараянан (1920—2005) малаял. കോച്ചേരില്‍ രാമന്‍ നാരായണന                                                                            | 25 июля 1997    | 25 июля 2002                                | вышел из Индийского национального конгресса | 1997        | Кришан Кант 21 августа 1997 — 27 июля 2002               | [ 58 ] [ 59 ] [ 60 ] [ 61 ] |
| 11       |                                                            | Авур Пакир Джайнулабдин Абдул Калам (1931—2015) там. அவுல் பகிர் ஜைனுலாப்தீன் அப்துல் கலாம்                                                        | 25 июля 2002    | 25 июля 2007                                | независимый                                 | 2002        | Кришан Кант 21 августа 1997 — 27 июля 2002               | [ 62 ] [ 63 ] [ 64 ] [ 65 ] |
| 11       | Бхайрон Сингх Шекхават 19 августа 2002 — 21 июля 2007      | Авур Пакир Джайнулабдин Абдул Калам (1931—2015) там. அவுல் பகிர் ஜைனுலாப்தீன் அப்துல் கலாம்                                                        | 25 июля 2002    | 25 июля 2007                                | независимый                                 | 2002        |                                                          | [ 62 ] [ 63 ] [ 64 ] [ 65 ] |
| 12       |                                                            | Пратибха Девисингх Патил (род. 1934) маратхи प्रतिभा देवीसिंह पाटील                                                                          | 25 июля 2007    | 25 июля 2012                                | вышел из Индийского национального конгресса | 2007        | Мохаммад Хамид Ансари 11 августа 2007 — 11 августа 2017  | [ 66 ] [ 67 ] [ 68 ] [ 69 ] |
| 13       |                                                            | Пранаб Кумар Мукерджи (1935—2020) бенг. প্রনব কুমার মুখার্জী                                                                               | 25 июля 2012    | 25 июля 2017                                | вышел из Индийского национального конгресса | 2012        | Мохаммад Хамид Ансари 11 августа 2007 — 11 августа 2017  | [ 70 ] [ 71 ] [ 72 ] [ 73 ] |
| 14       |                                                            | Рам Натх Ковинд (род. 1945) бенг. রাম নাথ কোবিন্দ                                                                                        | 25 июля 2017    | 25 июля 2022                                | вышел из Бхаратия джаната парти             | 2017        | Мохаммад Хамид Ансари 11 августа 2007 — 11 августа 2017  | [ 74 ] [ 75 ] [ 76 ] [ 77 ] |
| 14       | Муппаварапу Венкая Найду 11 августа 2017 — 11 августа 2022 | Рам Натх Ковинд (род. 1945) бенг. রাম নাথ কোবিন্দ                                                                                        | 25 июля 2017    | 25 июля 2022                                | вышел из Бхаратия джаната парти             | 2017        |                                                          | [ 74 ] [ 75 ] [ 76 ] [ 77 ] |
| 15       |                                                            | Драупади Мурму (род. 1958) ория ଦ୍ରୌପଦୀ ମୁର୍ମୁ сантали ᱫᱨᱚᱣᱯᱚᱫᱤ ᱢᱩᱨᱢᱩ урожд. Пути Биранчи Туду ория ପୁଟି ବିରଞ୍ଚି ଟୁଡୁ сантали ᱯᱩᱛᱤ ᱵᱤᱨᱚᱱᱪᱷᱤ ᱛᱩᱫᱩ | 25 июля 2022    | действующий                                 | вышла из Бхаратия джаната парти             | 2022        | Джагдип Дханкхар с 11 августа 2022                       | [ 78 ] [ 79 ] [ 80 ] [ 81 ] |